# Видони, Пьетро
Пьетро Видони старший (итал. Pietro Vidoni; 8 ноября 1610, Кремона, Миланское герцогство — 5 января 1681, Рим, Папская область) — итальянский куриальный кардинал, папский дипломат и сановник. Епископ Лоди с 13 июля 1644 по 16 июня 1669. Апостольский нунций в Польше с 28 мая 1652 по 5 апреля 1660. Камерленго Священной Коллегии Кардиналов с 28 января 1675 по 24 февраля 1676. Кардинал-священник с 5 апреля 1660, с титулом церкви Сан-Каллисто с 4 июля 1661 по 13 марта 1673. Кардинал-священник с титулом церкви Сан-Панкрацио-фуори-ле-Мура с 13 марта 1673 по 5 января 1681. Доктор обоих прав и доктор гражданского права (1631).

## Биография

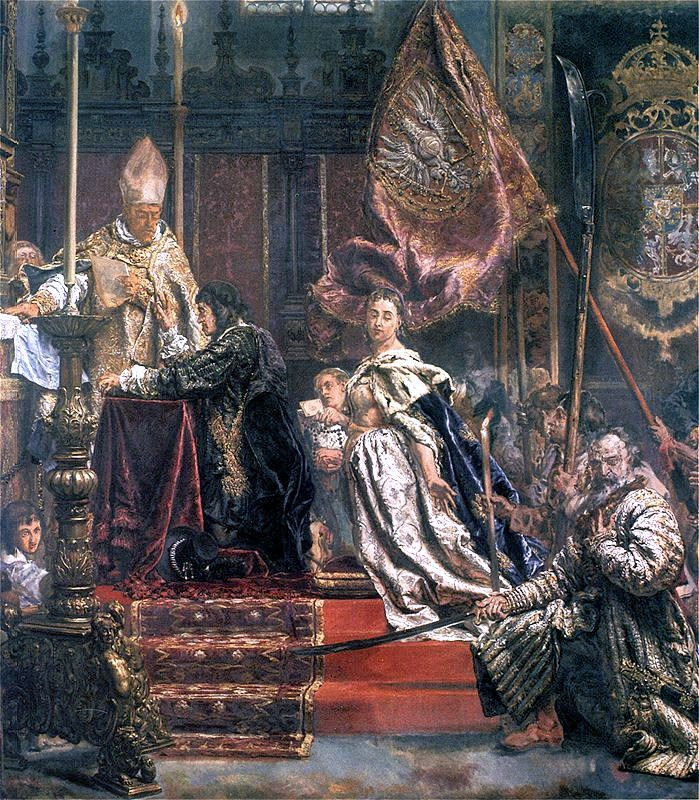
Львовские обеты Яна Казимира, фрагмент картины Яна Матейко. Пьетро Видони стоит рядом с королём.

Представитель дворянского рода. Был в родственной связи с кардиналом Джироламо Видони. Образование получил в нескольких университетах Италии, затем поселился в Риме. Во время понтификата папы римского Урбана VIII был правителем Римини, Тиволи, Сабины, Орвието и Сполето.
9 октября 1644 года стал епископом Лоди.
С 28 мая 1652 года до своей отставки 5 апреля 1660 года исполнял функции нунция в Польше.
1 апреля 1656 года во время шведского потопа провёл святую мессу, на которой польский король Ян II Казимир Ваза в кафедральном соборе Успения Пресвятой Девы Марии во Львове перед образом Божьей Матери Милостивой дал, так называемые, Львовские обеты. Автором текста львовских обетов короля Яна Казимира был святой Андрей Боболя. Обеты короля были призваны поднять на борьбу с противниками не только шляхту, но и весь народ. Монарх отдал Республику под опеку Матери Божьей, которую он назвал Королевой Польши и обещал улучшить положение крестьян и мещан, как только Польша обретёт свободу.
Во время консистории 5 апреля 1660 года папой Александром VII Пьетро Видони был возведён в кардиналы. Титулярной церковью Видони сперва стал церковь Сан-Каллисто, а с 1673 года — базилика Сан-Панкрацио-фуори-ле-Мура в Риме недалеко от ворот святого Панкратия.
Папский легат в Болонье с 1662 года. Участник конклава 1669—1670 годов.
С 1676 года — кардинал-протектор Святого Престола в Польше.
Камерленго Священной коллегии кардиналов Римско-католической церкви в 1675—1676 годы.
Умер в Риме, похоронен в церкви босоногих кармелитов Санта-Мария-делла-Витториа.